# Бюро ЦК КПСС по РСФСР
Бюро́ Центра́льного Комите́та Коммунисти́ческой па́ртии Сове́тского Сою́за по РСФСР — орган КПСС, образованный для целей конкретного руководства работой республиканских организаций, областных, краевых, партийных, советских и хозяйственных органов и оперативного решения вопросов хозяйственного и культурного строительства РСФСР. Существовал в 1956—1966 годах.

## История создания
Тенденция к территориальной организации аппарата ЦК в наибольшей степени воплотилась в учреждении Бюро ЦК КПСС по РСФСР в 1956 году.
Ещё в 1920-е годы высказывались предложения создать компартию Российской Федерации с её собственным Центральным комитетом. Бюро ЦК ВКП(б) по делам РСФСР существовало недолгое время в 1936—1937 годах, его председателем являлся Николай Ежов. Однако роль Бюро в то время была весьма незначительной. Сразу же после войны, в 1947 году, председатель Совета Министров РСФСР в 1946—1949 годах Михаил Родионов выступал за создание бюро по РСФСР. Данное предложение не было принято, а сам Родионов был репрессирован в рамках «Ленинградского дела» в 1949 году.
Курс Первого секретаря ЦК КПСС Никиты Хрущёва на «децентрализацию» в 1950-е годы (например создание Совнархозов) обосновывался необходимостью раскрыть местный потенциал. В политическом отношении реформа государственного аппарата также существенно уменьшала политическое влияние союзных министерств — соперников Хрущева в Президиуме ЦК КПСС, а именно: Георгия Маленкова (заместитель председателя Совета Министров СССР и министр строительства электростанций в 1955—1957 годах), Вячеслава Молотова (первый заместитель председателя Совмина СССР и министр госконтроля в 1956—1957 годах), Лазаря Кагановича (заместитель председателя Совмина СССР и министр промышленности строительных материалов в 1956—1957 годах). Естественно, что и партийный аппарат не мог оставаться в неизменном виде, однако степень его реформирования была менее значительной.
После смерти Сталина с подачи Хрущёва стремление к децентрализации продолжало набирать силу. Поскольку РСФСР являлась единственной союзной республикой, которая не имела собственной коммунистической партии, то отсутствовал и партийный орган, который бы занимался местными вопросами, как это происходило в соответствующих органах ЦК других союзных республик.
Ещё с ленинских времен существование Российской коммунистической партии рассматривалось в качестве угрозы власти и авторитету центрального партийного аппарата (что было вполне оправдано; например, при Горбачёве именно конфликт между российским и союзным руководством послужил непосредственной причиной распада СССР).
Бюро ЦК КПСС по РСФСР было образовано постановлением Президиума ЦК КПСС 27 февраля 1956 года в целях конкретного руководства работой республиканских организаций, областных, краевых, партийных, советских и хозяйственных органов и оперативного решения вопросов хозяйственного и культурного строительства РСФСР.
Хрущёв предложил объединить должности Первого секретаря ЦК КПСС и председателя Бюро в качестве меры предосторожности против чрезмерной самостоятельности Бюро. Управление текущими делами Бюро было поручено заместителю председателя, секретарю ЦК КПСС по сельскому хозяйству Николаю Беляеву, которого выдвинул Хрущёв как героя освоения целинных земель.
Создание Бюро и назначение Хрущёва его главой способствовало повышению его влияния в аппарате и обеспечило возможности выдвижения его сторонников на более важные посты. Так, например, Виктор Чураев и Владимир Мыларщиков были введены в состав членов бюро. Другими членами Бюро являлись Михаил Яснов (председатель Совета министров РСФСР) и его заместитель Александр Пузанов, Иван Капитонов (первый секретарь Московского обкома КПСС), Фрол Козлов (первый секретарь Ленинградского обкома), Николай Игнатов (первый секретарь Горьковского обкома), Андрей Кириленко (первый секретарь Свердловского обкома), секретари ЦК Аверкий Аристов и Пётр Поспелов, секретарь ЦК КПСС. Примечательно, что все первые секретари обкомов, за исключением Капитонова, который попал в опалу у Хрущёва в [1959] году, в течение последующих нескольких лет стали членами Президиума ЦК КПСС. Таким образом, ключевые фигуры хрущёвского руководства начали свое продвижение в высшие центральные органы власти именно через членство в Бюро по РСФСР.

## Структура
Первоначально Бюро имело в своем составе шесть отделов со штатом в 316 человек, из которых 271 сотрудник были ответственными работниками. Вновь созданные отделы были сформированы из состава работников ранее существовавших отделов ЦК, которые теперь стали называться отделами по союзным республикам. Четверо из шести заведующих отделов Бюро ЦК по РСФСР были прямыми выдвиженцами Хрущёва. В дополнение к уже упоминавшимся Мыларщикову и Чураеву, которые сохранили свои посты завотделов, новые назначения получили Василий Московский, который возглавил отдел пропаганды и агитации ЦК КПСС по РСФСР, и Александр Кидин, возглавивший отдел административных и торгово-финансовых органов ЦК КПСС по РСФСР. Московский был знаком Хрущёву как редактор газеты «Красная Армия» Киевского особого военного округа в 1939—1941 годах. Кидин же был представителем московского клана в аппарате ЦК, начав свою партийную карьеру в качестве первого секретаря Верейского райкома Московской области ещё при первом секретаре Московского обкома Никите Хрущёве в 1938 году.
В дальнейшем структура Бюро неоднократно претерпевала изменения.
В состав Бюро ЦК КПСС по РСФСР в разные годы входили:
- декабрь 1962 — декабрь 1964 Бюро ЦК КПСС по руководству промышленностью РСФСР
- декабрь 1962 — декабрь 1964 Бюро ЦК КПСС по руководству сельским хозяйством РСФСР
- 1962—1964 Идеологический отдел ЦК КПСС по промышленности РСФСР
- 1962—1964 Идеологический отдел ЦК КПСС по сельскому хозяйству РСФСР
- 1956—1962 Отдел административных и торгово-финансовых органов ЦК КПСС по РСФСР
- 1962 — 8 апреля 1966 Отдел административных органов ЦК КПСС по РСФСР
- 1962 Отдел лёгкой и пищевой промышленности ЦК КПСС по РСФСР
- 1962 — 8 апреля 1966 Отдел лёгкой, пищевой промышленности и торговли ЦК КПСС по РСФСР
- 1962 — 8 апреля 1966 Отдел машиностроения ЦК КПСС по РСФСР
- 1964 — 8 апреля 1966 Отдел науки и учёбных заведений ЦК КПСС по РСФСР
- 1956—1962 Отдел науки, школ и культуры ЦК КПСС по РСФСР
- 11 июня 1965 — 8 апреля 1966 Отдел организационно-партийной работы ЦК КПСС по РСФСР
- 1956 — 20 декабря 1962 и 12 декабря 1962 — 11 июня 1965 Отдел партийных органов ЦК КПСС по РСФСР
- 20 декабря 1962 — 12 декабря 1964 Отдел партийных органов ЦК КПСС по промышленности РСФСР
- 20 декабря 1962 — 12 декабря 1964 Отдел партийных органов ЦК КПСС по сельскому хозяйству РСФСР
- 1962—1964 Отдел промышленности по переработке сельскохозяйственного сырья и торговли ЦК КПСС по РСФСР
- 1956—1962 и 1964 — 8 апреля 1966 Отдел пропаганды и агитации ЦК КПСС по РСФСР
- 1962 — 8 апреля 1966 Отдел строительства ЦК КПСС по РСФСР
- 1962 — 8 апреля 1966 Отдел тяжёлой промышленности, транспорта и связи ЦК КПСС по РСФСР
- 1956—1962 Промышленно-транспортный отдел ЦК КПСС по РСФСР
- 1956 — 8 апреля 1966 Сельскохозяйственный отдел ЦК КПСС по РСФСР

Процесс создания Бюро свидетельствовал также и о степени важности кампании против бюрократии и централизма. Так, Бюро настояло на упрощении структуры и сокращении числа работников отделов по РСФСР. Тем не менее, несмотря на то, что указанная кампания также оказала воздействие и на аппарат ЦК, она не была столь далеко идущей, как ликвидация министерств, что явилось кульминационным моментом в борьбе против «бюрократии». Не было случайностью и то, что именно руководители упраздняемых министерств составили костяк так называемой «Антипартийной группы» в Президиуме ЦК КПСС, попытавшейся сместить Хрущева с ведущих постов в июне 1957 года.

## Состав Бюро
Впервые Бюро ЦК КПСС по РСФСР было сформировано 27 февраля 1956 года. В его состав вошло 10 человек: председатель Бюро — Н. С. Хрущёв, его заместитель Н. И. Беляев и 8 членов Бюро. 17 октября 1961 года появилась должность первого заместителя. В последующем состав Бюро и заместителей неоднократно менялся.

### Председатель Бюро ЦК КПСС по РСФСР
| Имя                     | Вошёл в состав  | Выбыл          | Дальнейшая карьера            |
| ----------------------- | --------------- | -------------- | ----------------------------- |
| Никита Сергеевич Хрущёв | 27 февраля 1956 | 16 ноября 1964 | отправлен в отставку          |
| Леонид Ильич Брежнев    | 16 ноября 1964  | 8 апреля 1966  | Генеральный секретарь ЦК КПСС |

### Первый заместитель председателя Бюро ЦК КПСС по РСФСР
Первыми заместителями председателя Бюро ЦК КПСС по РСФСР в разное время были:
| Имя                       | Вошёл в состав  | Выбыл          | Дальнейшая карьера                             |
| ------------------------- | --------------- | -------------- | ---------------------------------------------- |
| Геннадий Иванович Воронов | 17 октября 1961 | 23 ноября 1962 | Председатель Совета Министров РСФСР            |
| Андрей Павлович Кириленко | 23 апреля 1962  | 8 апреля 1966  | член Политбюро, секретарь ЦК КПСС              |
| Леонид Николаевич Ефремов | декабрь 1962    | январь 1965    | первый секретарь Ставропольского крайкома КПСС |

### Заместители председателя Бюро ЦК КПСС по РСФСР
Заместителями председателя Бюро ЦК КПСС по РСФСР в разное время были:
| Имя                       | Вошёл в состав  | Выбыл           | Дальнейшая карьера                                                                                           |
| ------------------------- | --------------- | --------------- | --- |
| Николай Ильич Беляев      | 27 февраля 1956 | 29 июня 1957    | член Президиума ЦК КПСС                                                                                      |
| Аверкий Борисович Аристов | 29 июня 1957    | 20 января 1961  | посол СССР в Польше                                                                                          |
| Леонид Ильич Брежнев      | январь 1958     | март 1958       | Член Президиума ЦК КПСС                                                                                      |
| Геннадий Иванович Воронов | 20 января 1961  | 17 октября 1961 | первый заместитель председателя Бюро ЦК КПСС по РСФСР                                                        |
| Виктор Михайлович Чураев  | февраль 1961    | 17 октября 1961 | первый заместитель председателя Комитета партийно-государственного контроля Бюро ЦК КПСС по РСФСР и СМ РСФСР |
| Пётр Фадеевич Ломако      | 17 октября 1961 | 23 ноября 1962  | председатель Государственного научно-экономического совета Совета министров СССР                             |

### Члены Бюро ЦК КПСС по РСФСР
В Бюро ЦК КПСС по РСФСР входили в разное время:
| Имя                                 | Вошёл в состав  | Выбыл             | Дальнейшая карьера |
| ----------------------------------- | --------------- | ----------------- | --- |
| Николай Ильич Беляев                | 27 февраля 1956 | 1957 год          | член Президиума ЦК КПСС                                                                                                  |
| Николай Григорьевич Игнатов         | 27 февраля 1956 | 17 декабря 1957   | член Президиума, секретарь ЦК КПСС                                                                                       |
| Иван Васильевич Капитонов           | 27 февраля 1956 | 1959 год          | инспектор ЦК КПСС |
| Андрей Павлович Кириленко           | 27 февраля 1956 | 29 июня 1957      | первый секретарь Свердловского обкома КПСС                                                                               |
| Фрол Романович Козлов               | 27 февраля 1956 | 12 ноября 1958    | первый заместитель председателя Совета Министров СССР                                                                    |
| Владимир Павлович Мыларщиков        | 27 февраля 1956 | 1959 год          | директор Специализированного треста картофеле-оводщеводческих совхозов Московской области                                |
| Александр Михайлович Пузанов        | 27 февраля 1956 | февраль 1957 года | чрезвычайный и полномочный посол СССР в КНДР                                                                             |
| Никита Сергеевич Хрущёв             | 27 февраля 1956 | 16 ноября 1964    | отправлен в отставку |
| Виктор Михайлович Чураев            | 27 февраля 1956 | 1962 год          | первый заместитель председателя Комитета партийно-государственного контроля Бюро ЦК КПСС по РСФСР и СМ РСФСР             |
| Михаил Алексеевич Яснов             | 27 февраля 1956 | 17 декабря 1957   | первый заместитель Председателя Совета Министров РСФСР                                                                   |
| Аверкий Борисович Аристов           | 11 апреля 1956  | 18 января 1961    | посол СССР в Польше |
| Леонид Ильич Брежнев                | январь 1958     | март 1958         | Член Президиума ЦК КПСС                                                                                                  |
| Дмитрий Степанович Полянский        | 1958 год        | 23 ноября 1962    | заместитель председателя Совета Министров СССР                                                                           |
| Георгий Иванович Воробьёв           | 1959 год        | 18 января 1961    | первый секретарь Краснодарского крайкома КПСС                                                                            |
| Пётр Нилович Демичев                | 1959 год        | 18 января 1961    | первый секретарь Московского горкома КПСС                                                                                |
| Леонид Николаевич Ефремов           | 1959 год        | январь 1965       | первый секретарь Ставропольского крайкома КПСС                                                                           |
| Иван Васильевич Спиридонов          | 1959 год        | 23 ноября 1962    | председатель Совета Союза Верховного Совета СССР                                                                         |
| Михаил Тимофеевич Ефремов           | декабрь 1959    | 1961 год          | первый секретарь Челябинского обкома КПСС                                                                                |
| Михаил Данилович Яковлев            | ?               | 18 января 1961    | МИД СССР |
| Пётр Николаевич Поспелов            | 4 мая 1960      | 25 января 1961    | директор Института марксизма-ленинизма при ЦК КПСС                                                                       |
| Григорий Григорьевич Абрамов        | 18 января 1961  | 8 апреля 1966     | заместитель министра химического и нефтяного машиностроения СССР                                                         |
| Геннадий Иванович Воронов           | 18 января 1961  | 8 апреля 1966     | Председатель Совета Министров РСФСР                                                                                      |
| Андрей Павлович Кириленко 2-й раз   | 31 октября 1961 | 8 апреля 1966     | член Политбюро, секретарь ЦК КПСС                                                                                        |
| Пётр Фадеевич Ломако                | 31 октября 1961 | 23 ноября 1962    | председатель Государственного научно-экономического совета Совета министров СССР                                         |
| Николай Николаевич Органов          | 31 октября 1961 | 23 ноября 1962    | председатель Президиума Верховного Совета РСФСР                                                                          |
| Алексей Владимирович Романов        | 31 октября 1961 | 1962 год          | председатель Государственного комитета Совета Министров СССР по кинематографии                                           |
| Михаил Алексеевич Яснов 2-й раз     | 1961 год        | 8 апреля 1966     | первый заместитель Председателя Совета Министров РСФСР                                                                   |
| Николай Григорьевич Егорычев        | 23 ноября 1962  | 8 апреля 1966     | первый секретарь Московского горкома КПСС                                                                                |
| Георгий Васильевич Енютин           | 23 ноября 1962  | 8 апреля 1966     | председатель Комитета Народного Контроля РСФСР                                                                           |
| Николай Григорьевич Игнатов 2-й раз | 23 ноября 1962  | 8 апреля 1966     | председатель Президиума Верховного Совета РСФСР                                                                          |
| Василий Сергеевич Толстиков         | 23 ноября 1962  | 8 апреля 1966     | первый секретарь Ленинградского обкома КПСС                                                                              |
| Леонид Ильич Брежнев 2-й раз        | 16 ноября 1964  | 8 апреля 1966     | Генеральный секретарь ЦК КПСС                                                                                            |
| Иван Васильевич Капитонов           | декабрь 1964    | 8 апреля 1966     | секретарь ЦК КПСС |
| Владимир Алексеевич Карлов          | февраль 1965    | 8 апреля 1966     | первый заместитель заведующего Сельскохозяйственным отделом-Отделом сельского хозяйства и пищевой промышленности ЦК КПСС |

## Упразднение
Постановления и решения Бюро ЦК КПСС по РСФСР комплексных проблем партийной жизни РСФСР носили эпизодический характер, преобладало засилье решения мелких хозяйственных вопросов. Но, например, 20 августа 1958 г. было принято важное постановление бюро ЦК по РСФСР «О запрещении содержания скота в личной собственности граждан, проживающих в городах и рабочих посёлках». Бюро фактически стало одним из звеньев административно-бюрократической системы. Деятельность Бюро ЦК КПСС по РСФСР дублировала работу отделов ЦК КПСС, что и послужило причиной решения XXIII съезда КПСС о нецелесообразности существования в дальнейшем этого органа КПСС.
Бюро ЦК КПСС по РСФСР было упразднено 8 апреля 1966 года по решению XXIII съезда КПСС.